# 弛緩
| ウィキペディアには「弛緩」という見出しの百科事典記事はありません（タイトルに「弛緩」を含むページの一覧/「弛緩」で始まるページの一覧）。 代わりにウィクショナリーのページ「弛緩」が役に立つかもしれません。 |